# Accademia europea del cinema

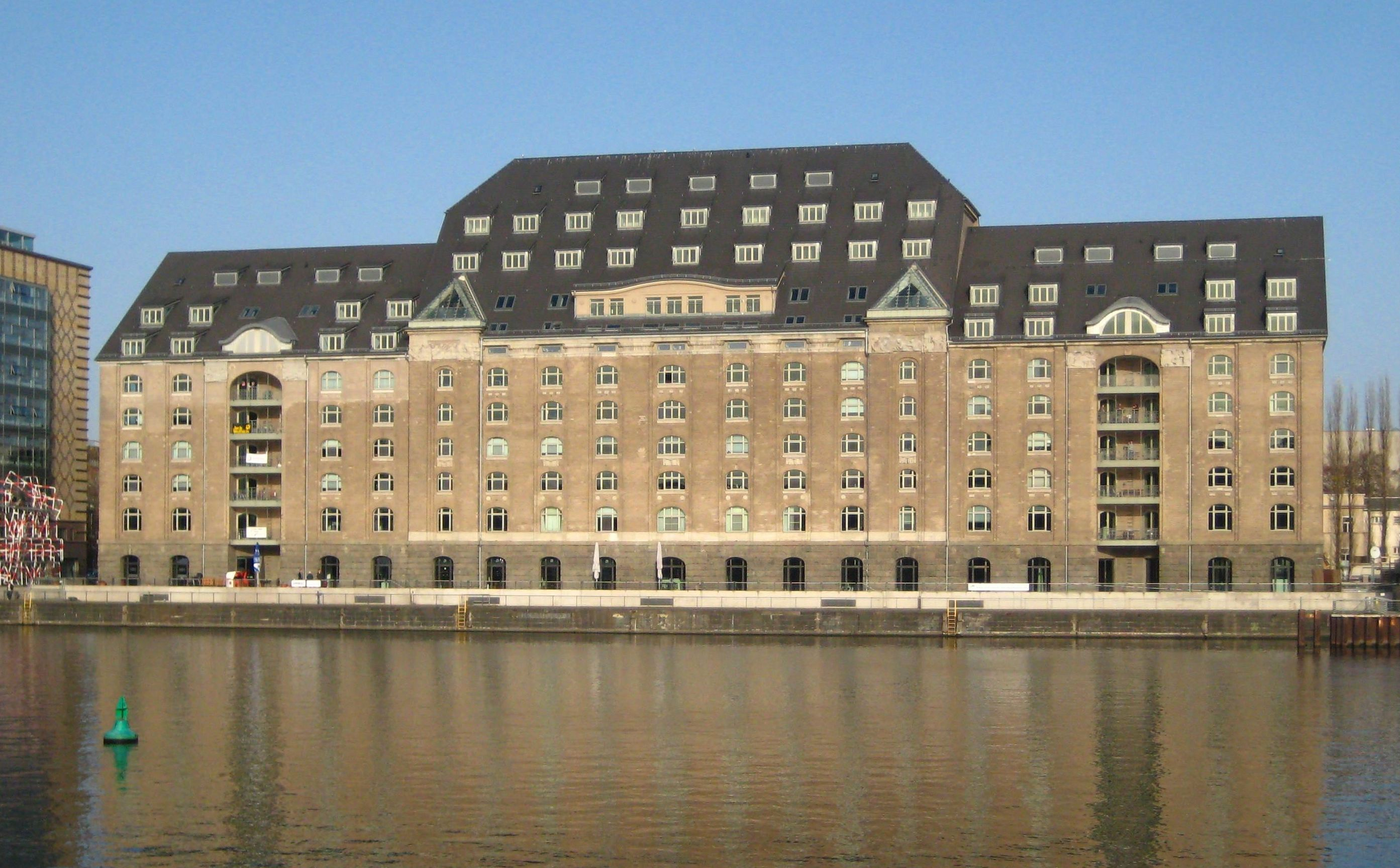
AEC a Berlino

L'Accademia europea del cinema (talvolta AEC, dal francese: Académie européenne du cinema; ufficialmente EFA, dall’inglese: European Film Academy) è un'iniziativa di un gruppo di registi cinematografici europei, riunitosi a Berlino in occasione della prima presentazione degli European Film Awards nel novembre 1988.

## Accademia europea del cinema
Nel 1988, l'Accademia, con il nome di Società Europea del Cinema, è stata ufficialmente fondata dal suo primo presidente, il regista svedese Ingmar Bergman, così come da altri 40 registi provenienti da tutta Europa al fine di promuovere la cultura cinematografica europea in tutto il mondo e per proteggere e sostenere gli interessi dell'industria cinematografica europea. Wim Wenders è stato eletto direttore. Due anni più tardi, la Società Europea del Cinema è stata ribattezzata European Film Academy ed è stata registrata come associazione non-profit.
Nel 1996, Wim Wenders ha assunto la presidenza di Ingmar Bergman, e il produttore britannico Nik Powell è stato eletto nuovo direttore. Le decisioni su obiettivi politici e sui contenuti vengono prese dai 15 membri del Consiglio dell'Accademia, che ha la sua sede a Berlino.
A causa di una decisione dell'Assemblea Generale, il numero dei membri - originariamente limitato a 99 - è in continuo aumento e ha raggiunto i 3.300 membri (a gennaio 2015). L'Accademia sta lavorando così a stretto contatto con l'industria cinematografica europea.
L'Accademia europea del cinema si trova a Berlino, in Germania, nel famoso viale chiamato Kurfürstendamm.

## Personale e Struttura

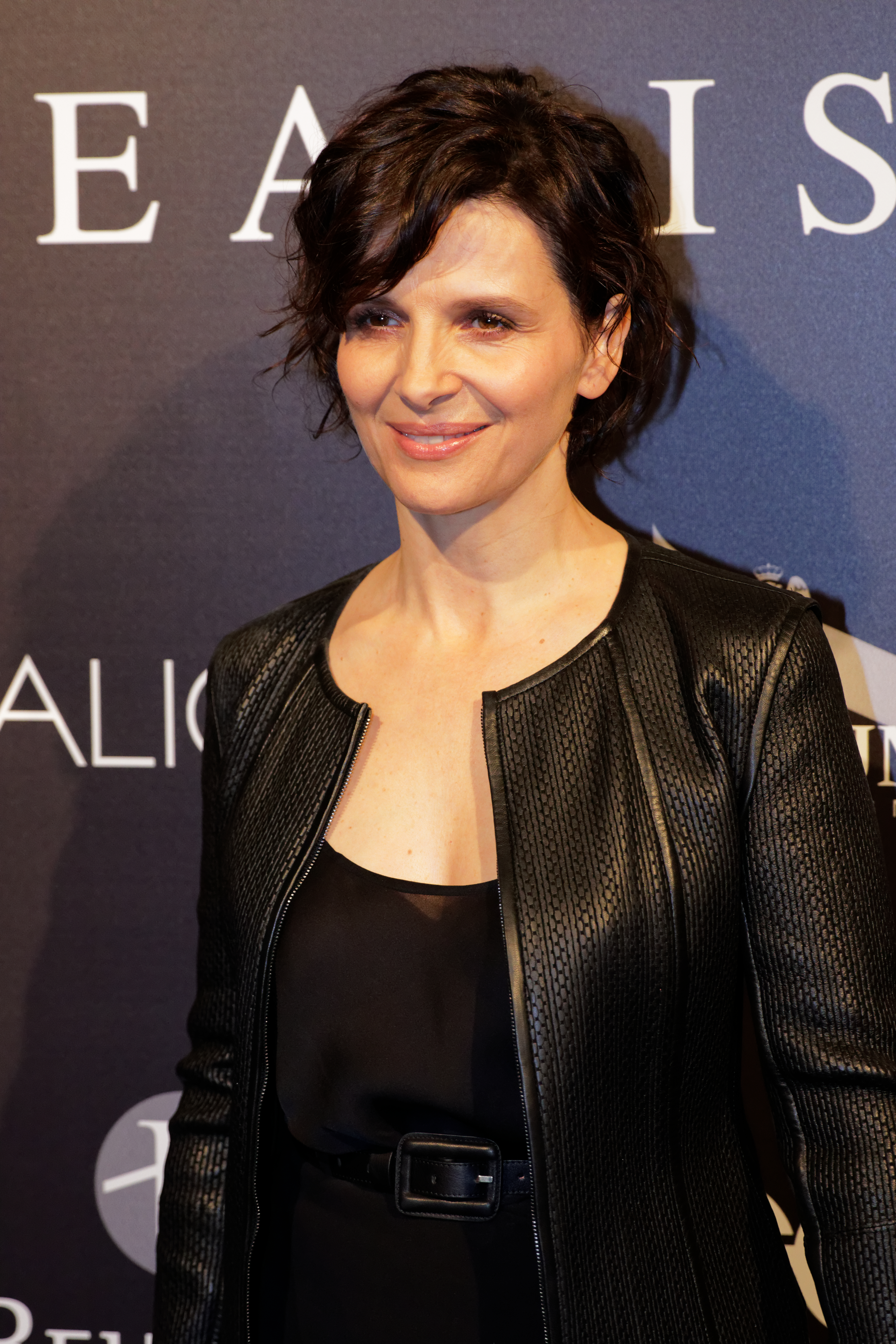
Juliette Binoche, presidente

- Presidente: Juliette Binoche (2024-)
- Presidentessa del Consiglio:
- Vicepresidenti:
- Membri del Consiglio: Adriana Chiesa di Palma, Roberto Cicutto, Helena Danielsson, Ilann Girard, Stephan Hutter, Dagmar Jacobsen, Cedomir Kolar, Nadine Luque, David Mackenzie, Rebecca O'Brien, Goran Paskaljevic, Antonio Perez Perez, Marek Rozenbaum, Ada Solomon, Jani Thiltges, Krzysztof Zanussi
- Soci Onorari del Consiglio: Sir Ben Kingsley, Dušan Makavejev, Jeanne Moreau
- Segretariato: Marion Döring, Direttore / Rainer Pyls, Finanze e Amministrazione / Maria von Hörsten, Coordinamento delle procedure di aggiudicazione degli European Film Awards / Pascal Edelmann, Capo Ufficio Stampa&PR / Bettina Schwarz, Coordinamento della Short Film Initiative e formazione progetti / Klaudia Matschoss, Contabilità e Amministrazione Soci / Viviane Gajewski, Assistenza

## Membri dell'Accademia per paese
| - Germania 465 - Regno Unito 279 - Italia 244 - Francia 241 - Spagna 203 - Danimarca 176 - Polonia 115 - Paesi Bassi 97 - Svezia 77 | - Belgio 74 - Austria 63 - Israele 63 - Svizzera 60 - Irlanda 57 - Finlandia 56 - Norvegia 55 - Repubblica Ceca 48 - Ungheria 44 | - Islanda 43 - Grecia 41 - Russia 41 - Serbia 29 - Croazia 26 - Bulgaria 26 - Romania 26 |

Qui sopra sono elencati tutti i paesi con più di 20 membri nella EFA.

## Il Programma Annuale dell'EFA
Durante ogni anno l'European Film Academy lancia e partecipa ad una serie di attività che si occupano di film con aspetto politico, economico, artistico e di formazione. Il programma prevede conferenze, seminari e workshop, con l'obiettivo comune di costruire un collegamento tra creatività e industria. Alcuni degli eventi dell'EFA sono già diventati un'istituzione per gli incontri all'interno della comunità cinematografica europea:
The Short Film Initiative è un'iniziativa dell'European Film Academy in collaborazione con quindici festival in tutta Europa. Ad ognuno di questi festival, una giuria indipendente presenta uno dei cortometraggi europei in concorso con una nomination nella categoria "cortometraggi" degli European Film Awards.
A Sunday in the Country è uno speciale incontro di fine settimana tra dieci giovani registi apprendisti europei e alcuni veterani dell'EFA. L'atmosfera privata di questi raduni garantisce uno scambio di idee e di esperienze che va ben al di là dei risultati dei workshop abituali.
Conferences and Seminars Every year, una serie di conferenze lanciate e/o sostenute dall'European Film Academy per migliorare l'industria cinematogRafica europea e per mantenere sempre vivace lo scambio di idee tra i vari professionisti del Cinema.
Master Classes offre preziose opportunità di formazione per giovani talenti, coniugando formazione teorica e pratica. La lista dei direttori passati comprende professionisti del cinema del calibro di Jean-Jacques Annaud, Jan De Bont, Henning Carlsen, André Delvaux, Bernd Eichinger, Krzysztof Kieślowski, Jiří Menzel, Tilda Swinton, István Szabó, Marc Weigert, Mike Newell, Tsui Hark, Allan Starski e Anthony Dod Mantle.

## European Film Awards
La cerimonia annuale degli European Film Awards (precedentemente nota come FELIX) è l'attività più nota dell'European Film Academy. Attraverso i premi dell'Accademia si vogliono perseguire i seguenti obiettivi: attrarre l'interesse del pubblico nel cinema europeo, promuovendo le sue qualità culturali e artistiche, e riconquistare la fiducia del pubblico nel suo valore di intrattenimento. Per mettere in pratica queste idee, i People's Choice Awards (lett. in Italiano: Premio per Scelta delle Persone) sono stati aggiunti come nuova categoria nel 1997 e sono accompagnati da grandi campagne pubblicitarie su riviste di film europei. Inoltre, le proiezioni dei film nominati sono state, negli ultimi anni, organizzate per il pubblico in diverse città europee (Berlino, Edimburgo, Londra, Stoccolma, Strasburgo, Varsavia).
Nel 2000, l'Accademia ha accettato un contratto di collaborazione con la United International Pictures e dieci festival in Europa (Gent/Belgio, Valladolid/Spagna, Edimburgo/Regno Unito, Angers/Francia, Berlino/Germania, Tampere/Finlandia, Vila do Conde/Portogallo, Grimstad/Norvegia, Sarajevo/Bosnia-Erzegovina, Venezia/Italia). In base a questo accordo, UIP e EFA assegnano congiuntamente un premio per un cortometraggio a ciascuna di questi eventi; il destinatario è nominato automaticamente per gli European Film Awards nella categoria European Short Film (Cortometraggi europei).
Nel 1998, 1999, 2000 e 2001, la cerimonia di premiazione è stata trasmessa in TV in quasi tutti i paesi europei, così come negli Stati Uniti, America Latina e Nuova Zelanda.
I membri dell'European Film Academy partecipano attivamente alla selezione, nomina e alla procedura di premiazione.
Gli European Film Awards sono i primi nel calendario annuale di premi internazionali. La maggior parte dei candidati e dei vincitori degli European Film Awards, si trova nei seguenti mesi tra i candidati ed i vincitori dei Golden Globe e degli Oscar. Negli ultimi anni, i produttori ed i distributori europei hanno più volte sottolineato che la nomina o la vittoria degli European Film Awards ha avuto un impatto positivo sul destino dei loro film per quanto riguarda i Golden Globe e gli Oscar.

## Riunione Europea-Americana sul Cinema
Ogni anno, in autunno, EFA e Freundeskreis der Villa Aurora organizzano un incontro nella ex villa dello scrittore ebreo tedesco Lion Feuchtwanger a Los Angeles. All'incontro, vengono invitati registi europei e americani per esplorare modalità concrete di cooperazione transatlantica.

## Eventi supplementari per gli European Film Awards
Ogni anno, l'European Film Academy organizza un programma supplementare, in occasione del fine settimana degli European Film Awards, con discussioni e conferenze. Così, si è discusso di metodi di produzione innovativi per il nuovo millennio nel corso della conferenza che si è svolta a Berlino nel 1999, mentre nel 2000, nove registi europei di fama internazionale (tra i quali, Wim Wenders, Liv Ullmann, Tom Tykwer, Dominik Moll, Pavel Longouine, Maria de Medeiros), nonché il commissario europeo Viviane Reding hanno tenuto una conferenza sul ruolo artistico, culturale e sociale del cinema di fronte a 800 invitati al Théâtre de l'Odéon a Parigi. Il nome della conferenza era E LA NAVE VA - Per una Nuova Energia nel Cinema Europeo.

## Stato attuale
Gli European Film Awards si svolgono ogni due anni a Berlino, dove ha sede l'Accademia, mentre vengono presentati ogni due anni in un'altra capitale del cinema europeo.
La presentazione degli European Film Awards è finanziata indipendentemente dall'Accademia. Dal 1997, EFA ha nominato la DDA Productions Ltd., London, come produttori esclusivi della cerimonia di premiazione e della loro trasmissione internazionale in TV.
Per cinque anni, gli European Film Awards sono stati sostenuti da mecenati del cinema internazionale con un importo annuale di $10.000 ciascuno. Il loro impegno dimostra l'importanza che l'industria cinematografica internazionale attribuisce agli European Film Awards. Inoltre, l'Accademia ha stabilito collaborazioni con una serie di sponsor del settore privato che sostengono gli European Film Awards su una base a lungo termine: con la TNT N.V. (dal 1997), con la DaimlerChrysler, con la Unite International Pictures e Das Werk.